# Wang (Bawaria)
Wang – miejscowość i gmina w Niemczech, w kraju związkowym Bawaria, w rejencji Górna Bawaria, w regionie Monachium, w powiecie Freising, wchodzi w skład wspólnoty administracyjnej Mauern. Leży około 18 km na północny wschód od Freising, nad ujściem Amper do Izary, przy linii kolejowej Monachium – Ratyzbona.

## Dzielnice
Dzielnicami w gminie są: Bergen, Burgschlag, Dornhaselbach, Einhausen, Grub, Hagsdorf, Holzdobl, Holzerdorf, Inzkofen, Isareck, Niederndorf, Pfettrach, Schweinersdorf, Scheckenhofen, Schlag, Schöneck, Sixthaselbach, Spörerau, Thalbach, Thulbach, Volkmannsdorf, Volkmannsdorferau, Weghausen, Wittibsmühle i Zieglberg.

## Demografia
Dane o ludności z 31 grudnia 2008:
| Opis                                | Ogółem | Ogółem | Kobiety | Kobiety | Mężczyźni | Mężczyźni |
| ----------------------------------- | ------ | ------ | ------- | ------- | --------- | --------- |
| Jednostka                           | osób   | %      | osób    | %       | osób      | %         |
| Populacja                           | 2419   | 100    | 1176    | 48,62   | 1243      | 51,38     |
| Wiek przedprodukcyjny (0–17 lat)    | 532    | 21,99  | 254     | 10,5    | 278       | 11,49     |
| Wiek produkcyjny (18–65 lat)        | 1584   | 65,48  | 760     | 31,42   | 824       | 34,06     |
| Wiek poprodukcyjny (powyżej 65 lat) | 303    | 12,53  | 162     | 6,7     | 141       | 5,83      |

## Polityka
Wójtem gminy jest Hans Eichinger, wcześniej urząd ten obejmował Martin Besenrieder, rada gminy składa się z 14 osób.
|      | FWWV | FWGI | FWV | ZGW | Razem |
| 2008 | 3    | 5    | 3   | 3   | 14    |
| 2002 | 5    | 4    | 3   | -   | 12    |